# Konversionstherapie
Konversionstherapie (von lateinisch conversio‚ Umwendung, Umkehr) oder auch „Reparativtherapie“ wird eine Gruppe von umstrittenen Methoden der Psychotherapie genannt, welche die Abnahme homosexueller Neigungen und die Entwicklung heterosexueller Potenziale als Ziel postulieren. Sie wird auch Reorientierungstherapie genannt und von verschiedenen Gruppen der überwiegend evangelikal geprägten Ex-Gay-Bewegung propagiert.
Alle führenden internationalen psychiatrischen und psychologischen Fachgesellschaften lehnen solche Behandlungsversuche ab, da sie im Widerspruch zu den heute in Psychiatrie und Psychologie etablierten Auffassungen von Homosexualität stehen und schädigende Wirkung für die einer solchen Therapie unterzogenen Personen haben können. Der Begriff selbst stößt dabei auf Ablehnung, da er missverständlich und durch religiöse Werturteile geprägt sei.

## Hintergrund
Lange Zeit wurde Homosexualität als psychische Störung betrachtet und als solche in den internationalen medizinischen Handbüchern geführt. Im Jahr 1974 wurde Homosexualität in der Folge gesellschaftlicher und wissenschaftlicher Entwicklungen von der American Psychological Association (APA) aus der Liste der psychischen Störungen gestrichen, 1992 schließlich auch aus dem weltweit anerkannten ICD-10-Katalog. Damit ist für die Wissenschaft Homosexualität unstrittig keine psychische Störung.
Zahlreiche religiöse Gruppen betrachten Homosexualität und andere von der Norm abweichende sexuelle Veranlagungen jedoch weiterhin als behandlungsbedürftige Krankheiten. Insbesondere die evangelikale Bewegung ist diesbezüglich sehr aktiv und fördert Maßnahmen wie die Konversionstherapie. Vertreter der Konversionstherapie (z. B. Wüstenstrom, Deutsches Institut für Jugend und Gesellschaft) gehen von der Hypothese aus, dass Homosexualität nicht wesentlich genetisch begründet und angeboren sei, sondern auf einer Kombination von Veranlagung und verschiedenen komplexen Lebenserfahrungen in der Kindheit und Jugend der Betroffenen zurückzuführen sei. Zu diesen Lebenserfahrungen werden unter anderem die Herkunft, das Temperament, Verletzungen durch Eltern und Geschwister, Familienentwicklungen, sexueller Missbrauch und soziale und kulturelle Verletzungen gezählt. Diese Sichtweise und insbesondere die daraus resultierenden therapeutischen Behandlungsversuche werden jedoch von den entsprechenden medizinischen Fachverbänden und zahlreichen gesellschaftlichen Gruppen als falsch kritisiert und als teilweise gefährlich bezeichnet. Im Oktober 2013 beschloss die 64. Generalversammlung des Weltärztebundes im brasilianischen Fortaleza, dass Homosexualität keine Krankheit sei und deshalb keiner Heilung bedürfe. Die Delegierten des Weltärztebundes lehnen auch die Konversions- bzw. Reparativtherapie ab.

## Anwendung

### Die Therapie und ihre Vertreter
Heutige wichtige Vertreter der Konversions- bzw. Reparativtherapie sind der Psychologe Joseph Nicolosi, der Psychologieprofessor Mark A. Yarhouse von der evangelikalen Regent University sowie Warren Throckmorton und Richard Cohen, dem wegen Verstößen gegen mehrere ethische Vorschriften die Zulassung als Therapeut entzogen wurde. Der Begriff Reparativtherapie wird spezifisch für eine von Joseph Nicolosi entwickelte Behandlungsform verwendet, so von vielen, aber nicht allen Mitgliedern von NARTH. In Deutschland wird diese Therapie vor allem von dem zur Offensive Junger Christen gehörenden Deutschen Institut für Jugend und Gesellschaft (DIJG) und von Wüstenstrom unterstützt. Der Psychologieprofessor Nicholas A. Cummings, früherer Präsident der American Psychological Association, berichtete, dass er in seiner persönlichen Praxis etwa 2.000 Patienten mit Konflikten auf Grund ihrer Einstellung zu Homosexualität ergebnisoffen behandelt habe. Im kalifornischen Gesundheitskonzern Kaiser Permanente, wo er langjähriger Vorgesetzter von über 600 Psychotherapeuten war, wurden nach seiner Schätzung etwa 16.000 Patienten mit Konflikten bezüglich ihrer Einstellung zur eigenen sexuellen Identität behandelt. Nach seinen Angaben war bei einem Drittel der Behandlungen keine wesentliche Verbesserung festzustellen. Von den zwei Dritteln, bei denen die Behandlung erfolgreich gewesen sei, hätten 80 % nachher ein gesundes, sexuell verantwortungsvolles Leben als Homosexuelle gelebt, bei 20 % sei eine Umorientierung erfolgt. Er bekomme im Ruhestand immer noch Dankesschreiben von einigen heterosexuell verheirateten Klienten, aber noch mehr von solchen, die glückliche gleichgeschlechtliche Langzeitbeziehungen führen würden. Im selben Interview äußerte er sich jedoch auch dahingehend, dass „jene, die gegen Homosexualität sind, nicht behaupten sollten, dass alle Homosexuellen ihre sexuelle Orientierung ändern könnten oder dies tun sollten“. Berufsorganisationen, die gegenüber der Konversions- bzw. Reparativtherapie positiv eingestellt sind, sind NARTH, die American Association of Christian Counselors und die Catholic Medical Organization in den Vereinigten Staaten.
Über die Anwendung verschiedener Verfahren der Verhaltenstherapie zur Reorientierung Homosexueller gibt es verschiedene Fallstudien. Albert Ellis wandte sein Verfahren der Rational Emotive Therapie auch bei Homosexuellen an und schrieb 1965, dass er nach der Behandlung von Dutzenden von Klienten die Rational Emotive Therapie als wesentlich wirkungsvoller ansah als seine früheren psychoanalytischen Verfahren.
Häufig werden Konversionstherapien mit einer entsprechenden „geistlichen Begleitung“ durchgeführt, da die homosexuelle Orientierung „von Gott nicht gewollt“, sondern lediglich eine „psychologische Fehlentwicklung“ sei, die „geheilt werden“ könne. Sexuelle Orientierung wird dabei nicht als eine der Persönlichkeit integrale Identität gesehen. Die wesentlichen Vertreter der Konversions- bzw. Reparativtherapien haben in der Regel ein evangelikal geprägtes Menschenbild und bewerten Homosexualität aufgrund einer recht wörtlichen (bibeltreuen) Auslegung der Bibel. Danach kann Sexualität für den Menschen nie die Basis sein, um seine Identität zu definieren oder um im Leben Sinn und Erfüllung zu finden, sondern diese Basis ist in der Identifikation als Jünger Christi zu finden.
Am 27. August 2018 stellte der Vatikan klar, dass Homosexualität keine Krankheit sei und daher Konversionstherapien nicht befürwortet werden.

### Rechtliche Lage

Karte der Länder, die Konversionstherapien, zumindest für Minderjährige, gesetzlich verboten haben
Gesetzliches Verbot von Konversionstherapien
De-facto-Verbot von Konversionstherapien
Gesetzliche Verbote geplant oder vorgeschlagen
kein gesetzliches Verbot von Konversionstherapien

#### Vereinigte Staaten
Der US-amerikanische Fachverband der Psychologen, die American Psychological Association, nahm am 5. August 2009 eine Entschließung an, die feststellt, dass Fachleute auf dem Gebiet der seelischen Gesundheit es vermeiden sollen, ihren Klienten zu erklären, dass sie ihre sexuelle Orientierung durch Therapie oder andere Behandlung ändern können. Die „Resolution zu geeigneten affirmativen Antworten auf Spannungen im Zusammenhang mit sexueller Orientierung und zu Veränderungsanstrengungen“ empfiehlt Eltern, Erziehungsberechtigten, jungen Menschen und ihren Familien, Behandlungen zu vermeiden, die Homosexualität als geistige Krankheit oder als Entwicklungsstörung darstellen. Stattdessen sollen sie sich nach Psychotherapie, sozialen Unterstützungs- und Erziehungsdiensten umsehen, die „genaue Information zu sexueller Orientierung und Sexualität bieten, die Unterstützung durch Familie und Schule vergrößern und die Ablehnung von Jugendlichen, die einer sexuellen Minderheit angehören, reduzieren“.
Im September 2012 hat der kalifornische Gouverneur Jerry Brown ein Gesetz unterzeichnet, das Konversionstherapien bei Minderjährigen aufgrund ihrer schädlichen Wirkungen in Kalifornien verbietet. Darüber hinaus ist die Konversionstherapie in weiteren acht US-amerikanischen Bundesstaaten verboten.

#### Kanada
Anfang Dezember 2021 stimmte das Kanadische Parlament für ein landesweites gesetzliches Verbot von Konversionstherapien.

#### Israel
Im Februar 2022 verkündete Gesundheitsminister Nitzan Horowitz ein landesweites gesetzliches Verbot von Konversionstherapien.

#### Südamerika
Gesetzliche Verbote bestehen unter anderem in Argentinien, Brasilien, Chile, Ecuador und Uruguay.

#### Europäische Union
Im März 2018 befürwortete das Europäische Parlament parteiübergreifend erstmals mit einer Mehrheit von 435 zu 109 Abgeordnetenstimmen, Therapien zur „Heilung“ von Homosexualität, Konversionstherapien, gesetzlich zu verbieten.

#### Deutschland
Die Bundestagsfraktion Bündnis 90/Die Grünen legte im März 2013 im Deutschen Bundestag eine Gesetzesinitiative vor, die das Angebot und die Durchführung von Therapien bei Minderjährigen mit dem Ziel der Änderung der sexuellen Orientierung verbieten lassen will, da „[…] negative und schädliche Effekte solcher Behandlung auf therapierte Personen wissenschaftlich nachgewiesen sind. Zu diesen zählen neben Ängsten u. a. soziale Isolation, Depressionen und erhöhte Suizidalität. […] Ein wissenschaftlich valider Nachweis für die behauptete Wirksamkeit derartiger Therapien existiert dagegen nicht.“ Verstöße sollen mit einer Geldbuße von mindestens 500 Euro geahndet werden. Obwohl sich der Gesetzentwurf nur auf Therapieversuche an Minderjährigen bezieht, wurde er von mehreren Organisationen aus dem evangelikalen Spektrum kritisiert, da jeder Mensch frei wählen sollen dürfe, ob er sich einer solchen Therapie trotz der ablehnenden Haltung aller Fachgesellschaften unterziehen wolle.
Unter einer Petition des Aktivisten Lucas Hawrylak sprachen sich 2018 über 130.000 Menschen für ein Konversionstherapie-Verbot aus. Im Februar 2019 kündigte Gesundheitsminister Jens Spahn einen Gesetzentwurf zum gesetzlichen Verbot von Konversionstherapien in Deutschland an. Im April 2019 kündigten die Landesregierungen der Bundesländer Berlin, Bremen, Hessen, Saarland und Schleswig-Holstein einen Gesetzentwurf zum Verbot von Konversionstherapien im Bundesrat an. Ab Mai 2019 führte die Bundesstiftung Magnus Hirschfeld im Auftrag des Bundesministeriums für Gesundheit eine wissenschaftliche Bestandsaufnahme zu Konversionstherapien durch, die neben einer Fachkommission auch zwei wissenschaftliche Fachgutachten umfasste und deren Abschlussbericht dem BMG am 30. August 2019 übergeben wurde. Am 18. Dezember 2019 beschloss das Bundeskabinett nach einem Gesetzesentwurf von Jens Spahn das Verbot von Konversionstherapien für Minderjährige.
Am 12. Juni 2020 wurde das Gesetz zum Schutz vor Konversionsbehandlungen erlassen. Es verbietet Konversionstherapien bei Minderjährigen bis 18 Jahre und beinhaltet ein Werbeverbot. Es schützt auch Erwachsene, insofern als auch bei ihnen Konversionstherapien verboten sind, wenn ihre Einwilligung aufgrund eines Willensmangels zustande gekommen ist (§ 2 Abs. 2 des Gesetzes).

#### Schweiz
Die Nationalrätinnen Katja Christ (GLP) und Sarah Wyss (SP) sowie der Nationalrat Angelo Barrile (SP) haben im September 2021 parlamentarische Initiativen zum Verbot der Konversionstherapie auf Bundesebene eingereicht.
Im Kanton Basel-Stadt wurde im Dezember 2021 auf die Motion von Johannes Sieber (GLP) und Michela Seggiani (SP) der Regierungsrat mit der Ausarbeitung einer Gesetzesvorlage zum Verbot der Konversionstherapie auf kantonaler Ebene beauftragt. Im Kanton St. Gallen stimmte der Kantonsrat im April 2022 der Motion von Andreas Bisig (GLP) zu, welche ein Verbot von Konversionstherapien vorsieht.

#### Frankreich
Im Dezember 2021 verabschiedete das französische Parlament ein landesweites gesetzliches Verbot der Konversionstherapie. Nach dem Unterhaus im September 2021 stimmte im Dezember der Senat dem gesetzlichen Verbot zu.

#### Griechenland
Im Mai 2022 verabschiedete das griechische Parlament ein landesweites gesetzliches Verbot der Konversionstherapie bei Minderjährigen.

#### Spanien
Im Februar 2023 verabschiedeten das spanische Abgeordnetenhaus und der spanische Senat ein landesweites gesetzliches Verbot der Konversionstherapie.

#### Neuseeland
Im Februar 2022 verabschiedete das neuseeländische Parlament ein landesweites gesetzliches Verbot der Konversionstherapie bei Minderjährigen.

#### Island
Am 9. Juni 2023 verabschiedete das isländische Parlament ein landesweites gesetzliches Verbot der Konversionstherapie bezüglich sexuelle Orientierung und Geschlechtsidentität.

## Geschichte
Der Begriff des reparativen Antriebs stammt ursprünglich von Anna Freud. In diesem Konzept der Homosexualität, das von Elizabeth Moberley und Joseph Nicolosi weiterentwickelt wurde, werden homosexuelle Beziehungen als Mittel gesehen, um durch die dabei gefundene Bestätigung und emotionale Intimität das Gefühl der geschlechtlichen Identität zu reparieren, das durch Kindheitserfahrungen geschädigt wurde. Die reparative Therapie bezweckt, diesen reparativen Trieb auf nichtsexuelle gleichgeschlechtliche Beziehungen auszurichten und hat daher ihren Namen.
Fachleute bemängeln heute die Verwendung der Begriffe Reparativtherapie und Konversionstherapie, da sie missverständlich seien und fälschlicherweise nahelegten, dass Homosexualität eine Fehlfunktion sei und damit zu korrigieren wäre. So führt etwa der Sexualwissenschaftler Erwin J. Haeberle die Begriffe unter unsachgemäße Fachausdrücke auf und schreibt hierzu: „Der Ausdruck […] unterstell[t], dass die Homosexualität eine Fehlfunktion ist, die korrigiert werden muss. Dies ist aber ein moralistisches Werturteil, keine objektive wissenschaftliche Feststellung.“ Dies entstünde aus dem „missionarische[n] Eifer von Kreuzzüglern, die unter dem Mantel der Wissenschaft sexuelle Gleichmacherei betreiben wollen“.
Der Begriff Reparativtherapie ist heute mit unterschiedlichen Bedeutungen in Verwendung: Neben allgemeinen Behandlungsansätzen mit dem Ziel, die sexuelle Orientierung zu ändern, wird der Begriff zum Teil auch spezifisch für eine von Joseph Nicolosi entwickelte Behandlungsform verwendet. Allgemeine Ansätze werden in diesem Kontext oft abgrenzend als Reorientierungstherapie oder Konversionstherapie bezeichnet.
Seit Mitte des 20. Jahrhunderts wurde versucht, die sexuelle Orientierung mit Hilfe der Psychoanalyse zu verändern, da diese vielfach als Krankheit oder als Symptome einer Krankheit angesehen wurde. Zu den ersten gehörten die Anhänger von Sigmund Freud, darunter Anna Freud und Irving Bieber. In einer Studie von 1962 berichtet Bieber, dass in einer Gruppe von 106 Männern 19 % der Homosexuellen und 50 % der Bisexuellen nach der Psychoanalyse heterosexuell gewesen seien, darunter auch sechs homosexuelle Männer, die vor der Behandlung keinen Wunsch nach einer Veränderung ihrer sexuellen Orientierung geäußert hätten. Insgesamt kam jedoch auch die psychoanalytische Richtung der Psychologie zu dem Ergebnis, dass Homosexualität nicht krankhaft sei. So lehnen heute auch die psychoanalytischen Fachverbände Konversions- und Reparativtherapien ab.

## In Film und Fernsehen
Der Film Der verlorene Sohn von 2018 verarbeitet die Erfahrungen von Garrard Conley in einer Konversionstherapie nach dessen Memoiren. The Miseducation of Cameron Post handelt von einer fiktiven lesbischen Betroffenen. Der Dokumentarfilm Pray Away von 2020 begleitet Betroffene, die sich der Exodus International angeschlossen hatten und angeblich erfolgreich geheilt worden seien.
Die 392. Folge der ZDF-Krimiserie SOKO Leipzig mit dem Titel Druck (2020) wie auch die 64. Folge der ZDF-Krimiserie Die Chefin mit dem Titel Heilung (2021) beschäftigen sich mit der Konversionstherapie.
Auch in der sechsteiligen Serie Was wir fürchten von ZDFneo (2023) spielt Konversionstherapie eine Rolle.